# サウマキアマナキ
サウマキ アマナキ（SAUMAKI Amanaki、1997年3月8日 - ）は、トンガ出身 の日本人ラグビー選手。旧表記アマナキ・サウマキ。ジャパンラグビーリーグワンの横浜キヤノンイーグルスに所属している。

## 略歴
13歳からラグビーを始めた。
トゥポウカレッジ卒業後、2016年、キヤノンイーグルス(現・横浜キヤノンイーグルス)に加入。当初はWTBだったが2020年にFWへ転向。
2021年3月27日にジャパンラグビートップリーグ第5節リコーブラックラムズ戦に途中出場で、公式戦初出場を果たす。
2021年、日本国籍を取得。
2022年、ジャパンラグビーリーグワンのコベルコ神戸スティーラーズに加入。
2023年年8月27日、リポビタンDツアー2023イタリア戦にて途中出場で日本代表初キャップ獲得。
2025年6月、コベルコ神戸スティーラーズを退団。
2025年6月30日、横浜キヤノンイーグルスへ、3年ぶりの復帰入団を発表した。